# Marble Hornets
Marble Hornets es una webserie de terror sobrenatural creada por Troy Wagner. Está publicada en YouTube bajo el estilo de metraje encontrado y se inspira en la leyenda urbana del monstruo sobrenatural Slender Man. Los guiones son de Kirill Baru, Joseph DeLage y Troy Wagner. Los actores son Troy Wagner, Tim Sutton, Mary Kathleen Bishop, Joseph DeLage, Brian Haight y Seth McCay. En febrero de 2013 la serie había recibido 55 millones de visitas y contaba con 250 000 suscripciones en YouTube. Se está preparando un largometraje basado en la serie que será dirigido por James Moran. La serie concluyó el año 2014 con un total de 87 capítulos.
Hasta la fecha, hay 92 videos en el canal principal (87 entradas). La serie también cuenta con 38 videos complementarios de un canal secundario, "totheark". Estos videos, así como el homónimo "totheark", han aparecido varias veces a lo largo de la historia. Al 17 de diciembre de 2022, el canal principal tiene más de 113 millones de visitas, con más de 600.000 suscriptores. El canal secundario críptico "totheark" tiene más de 100.000 suscriptores y 15 millones de visitas. Se filmó en Tuscaloosa, Alabama, y otras áreas cercanas.
El 3 de agosto de 2015, se subió al canal Marble Hornets una serie de seguimiento titulada Clear Lakes 44. En abril de 2016, Clear Lakes 44 fue cancelado después de que los miembros del equipo creativo tomaran caminos separados, como lo confirmó Wagner. El 16 de octubre de 2016, se lanzó un sucesor de Clear Lakes 44, titulado ECKVA. El 27 de diciembre de 2017, Wagner publicó una nueva foto en su página de Twitter, adelantando un cómic relacionado con Marble Hornets programado para su lanzamiento en 2018. El primer número se publicó el 25 de febrero de 2019, con un total de seis programados para la serie, con cinco cómics de la historia principal y un cómic especial "totheark". Se han lanzado cinco hasta 2023, siendo el último el número 4: Puedes Ver Me, publicado el 31 de marzo de 2023. La serie está ilustrada por la artista canadiense Jackie Reynolds.
En 2015, se estrenó una película derivada, Always Watching: A Marble Hornets Story. La crítica fue abrumadoramente negativa.
El 20 de junio de 2024, Troy Wagner anunció un libro sobre el detrás de escena de Marble Hornets titulado No More Tapes. Posteriormente, lanzó una campaña de Kickstarter, a la que numerosos fans y seguidores donaron dinero para hacer realidad el libro. Con más de 100 $ recaudados, se acaba de anunciar una nueva miniserie ambientada en el universo de Marble Hornets, que ya está en producción.

## Sinopsis
Un estudiante de cine llamado Alex Kralie desaparece y deja sin acabar una película que estaba rodando titulada Marble Hornets. Un amigo suyo, Jay, consigue el metraje de la película y a partir de su visionado intenta desentrañar qué le sucedió a Alex. Conforme va avanzando con la investigación, Jay se va dando cuenta de que el misterioso ser que parecía el causante de la desaparición de Alex está también empezando a seguirle a él...

## Personajes
- Jay Merrick: Interpretado por el creador de la serie Troy Wagner. Es un antiguo amigo de Alex, que investiga sobre su misteriosa desaparición, con ayuda de las cintas que su compañero Alex le dejó poco antes de desaparecer. Poco a poco, se acaba involucrado en la historia que hizo que Alex dejara atrás su vida y huyera de aquel sujeto que lo alejaba cada vez más de la cordura. Recibe un disparo de Alex (siendo controlado mentalmente) en el capítulo 80 y secuestrado por El Operador. Desde aquel momento no se le vuelve a ver. No se sabe si murió o sobrevivió incluso cuando en el último episodio Tim le afirma a Jessica que “se mudó, tratando de olvidar todo y empezar de nuevo”.

- Alex Kralie: Amigo de Jay y director de la película Marble Hornets. Tras casi perder la cordura por culpa del Operador, se mudó y le dejó las cintas de la película a Jay. A lo largo de la serie se comprueba que está siendo controlado por el Operador, por lo que significa que Alex hace el trabajo por él: ninguno de sus amigos debe quedar vivo o conocer presencia del ente. Es asesinado por Tim en el capítulo 86.

- Timothy “Tim” Wright / El Hombre Enmascarado (Masky): Amigo de Brian involucrado en el proyecto (como actor) de Marble Hornets. Al principio no es más que un personaje secundario, pero al cabo del tiempo se convierte en un personaje clave para avanzar en la investigación de Jay. También resulta ser ”Masky”, un personaje que viste de una distintiva máscara blanca el cual ronda por las noches en el bosque, con una conducta paranoica y extraña. Esto último se debe a que fue diagnosticado en su niñez con Trastorno de identidad disociativo. Es por esto que no recuerda nada de sus actos al convertirse en su “doble persona”. Asume el protagonismo tras la ausencia de Jay.

- Jessica Locke: Personaje probablemente perseguida por el Operador, con los mismos síntomas de Jay (dolor de cabeza y lagunas mentales). Antigua compañera de piso de Amy, termina en el mismo hotel que Jay. Actualmente su paradero es desconocido. Pero ha hecho varias apariciones puntuales y también conocía a Amy (la novia de Alex). En el capítulo 87 se confirma que está viva, apareciendo para despedirse de Tim.

- Brian Haight / El Hombre Encapuchado (Hoodie): El amigo de Tim y Alex y actor de la película. A lo largo de los capítulos se sabe que oculta su identidad como “Hoodie” (o el Hombre Encapuchado) debido a que vestía con una máscara de tela y guantes negros con una capucha encima. Esto lo hace para pasar más desapercibido por Alex y el mismo Operador. Murió tirándose por una ventana en el capítulo 83, siendo perseguido por Tim, ya que pensaba que él tenía que ver con el disparo a Jay. En varias ocasiones ha seguido y ayudado a los protagonistas; les ha dado pistas para que saquen conclusiones, principalmente en forma de cintas. Se cree que tiene cierta relación con ”ToTheArk”, un usuario/canal que respondía en forma de pistas a las cintas de reportaje o “Entries” registradas y posteriormente publicadas por Jay.

- Sarah Reid: Actriz en la película. No se sabe qué pasó con ella. Pero Alex afirma que está muerta.

- Seth Wilson: Buen amigo de Alex, cámara en la película.

- Amy Walters: Novia de Alex, no volvió a hacer aparición en la serie. Se especula que Alex es el causante de su muerte. Conocía a Jessica.

- Travis: Un hombre de aproximadamente 40 años, encontraba a Alex y Jay en repetidas ocasiones que se aparecían por el bosque. Es asesinado en el capítulo 49 por Alex en el túnel donde aparece El Operador.

- ToTheArk (literalmente “Al arca” por haberle dicho como pista a Jay: "Guíame hacia el arca): Misterioso ser (o seres) que sube vídeos a YouTube en respuesta a las Entradas de Jay. Sin embargo, no está claro de qué bando está, pues en más de una ocasión sus vídeos son pistas que parecen hechas para ayudar a Jay. Se cree que el canal estaba siendo manejado por el mismo Hoodie.

- El Operador, (NO es Slender Man):  Es el ser, ente o monstruo que persigue y controla por alguna extraña razón a Alex, más tarde a Jay, y posiblemente a Tim y a Jessica. La presencia del Operador produce tos, dolor de cabeza, lagunas mentales y convulsiones. Aunque no se le vea en la mayoría de los capítulos, es claramente el villano principal.